# 第一索菲伊夫卡 (洛佐瓦區)
48°49′45″N 36°24′44″E / 48.82917°N 36.41222°E
第一索菲伊夫卡（烏克蘭語：Софіївка Перша）是位於烏克蘭東部的村莊，由哈爾科夫州洛佐瓦區的布利茲紐基市鎮負責管轄。該村處於大捷爾尼夫卡河畔，始建於1825年，面積1.22平方公里，海拔高度116米，2001年人口495。